# جيفيرسون سافارينو
جيفيرسون سافارينو (بالإسبانية: Jefferson Savarino)‏ (11 نوفمبر 1996 بماراكايبو في فنزويلا - ) هو لاعب كرة قدم فنزويلي في مركزي الهجوم والوسط. لعب مع ريال سالت ليك.

## وصلات خارجية
- جيفيرسون سافارينو على موقع الدوري الأمريكي (الإنجليزية)
- جيفيرسون سافارينو على موقع قاعدة بيانات كرة القدم.إي يو (الإنجليزية)
- جيفيرسون سافارينو على موقع ناشيونال فوتبول تيمز (الإنجليزية)
- جيفيرسون سافارينو على موقع Soccerway.com (الإنجليزية)
- جيفيرسون سافارينو على موقع عالم كرة القدم.نت (الإنجليزية)